# 1226
Năm 1226 là một năm trong lịch Julius.

## Sự kiện
- Việt Nam: Trần Cảnh lật đổ nhà Lý, lập nên nhà Trần